# Formazione di Sogno
La Formazione di Sogno è un'unità stratigrafica che affiora con caratteri tipici nelle Prealpi Bergamasche occidentali, presso il confine con la Provincia di Lecco, affiorando lungo una direttrice nord ovest-sud est che decorre approssimativamente tra il comune di Erve, in sinistra idrografica dell'Adda) e il comune di Palazzago, in destra idrografica del fiume Brembo. La formazione è stata proposta da Gaetani e Poliani (1978) e formalizzata da Delfrati et al. (2000). Quest'unità comprende una successione piuttosto composita di alternanze calcareo-marnose grigie e rossastre, non nodulari, talora con noduli e lenti di selce, e subordinate argilliti scure, che precedentemente era riferita al Rosso Ammonitico Lombardo e ne costituisce un equivalente laterale. Oltre che nell'area tipo la formazione è presente a ovest dell'Adda in affioramenti di spessore stratigrafico limitato (aree di Canzo e Cesana Brianza, Alpe del Viceré e Monte Olimpino, presso Como); in tale contesto l'unità consiste in litotipi argilloso-marnosi grigio-verdastri o grigio-azzurri equivalenti alla parte basale della formazione nell'area tipo, e passa verso l'alto al Rosso Ammonitico Lombardo. In base al contenuto paleontologico l'unità è riferibile, nella sua espressione più completa, al Toarciano-Bajociano inferiore.

## Descrizione
La formazione è suddivisa tradizionalmente in tre litozone informali, dal basso verso l'alto:
- litozona 1: spessore tra 20 e 40 m; calcari marnosi grigi prevalenti e marne rossastre, con argilliti laminate grigio-nerastre nella parte intermedia, fossiliferi a resti di pesci;[8]
- litozona 2: spessore tra 50 e 70 m; alternanze ritmiche di calcari marnosi in strati intorno a 30–40 cm di spessore, selciferi verso l'alto, e interstrati marnosi da centimetrici a decimetrici a lamellibranchi pelagici (Bositra) anche abbondanti (lumachelle); strati clastici grossolani gradati al margine occidentale dell'area tipo.
- litozona 3: spessore tra 30 e 40 m; calcari marnosi grigi e rossastri in strati sottili ondulati con giunti pelitici marnosi centimetrici, passanti talora a marne rosse alla sommità, contenenti Bositra e radiolari, questi ultimi sempre più abbondanti verso la sommità.

A occidente dell'Adda, nelle aree circostanti il paleoalto dei Corni di Canzo, la formazione è costituita da marne e argilliti turchine micacee laminate, passanti verso l'alto al Rosso Ammonitico Lombardo.

## Contenuto paleontologico
La litozona 1 contiene rari modelli interni di ammoniti (dactilioceratidi e hildoceratidi), indicative del Toarciano inferiore e aptici; i livelli intermedi di argilliti nerastre nella parte centrale dell'area tipo ("Livello a Pesci") contengono resti di pesci (tra cui Leptolepsis e Pholidophorus). Sono stati rinvenuti nell'area tipo anche resti di crostacei decapodi. Più recentemente, nell'area di Cesana Brianza sono stati rinvenuti resti di coccodrilli marini (talattosuchi) attribuiti al genere Pelagosaurus.
Sono comuni nelle litozone 2 e 3 resti di lamellibranchi pelagici del genere Bositra GREGORIO e radiolari in proporzioni variabili, con i radiolari in aumento fino a divenire dominanti verso la sommità della formazione.
Sono anche presenti, soprattutto nella litozona 1, foraminiferi bentonici e in tutta la sequenza poco frequenti nannofossili calcarei (coccolitofore).

## Ambiente sedimentario e significato paleoambientale
La Formazione di Sogno si localizza nel contesto deposizionale del Bacino Lombardo. Quest'ultimo elemento è strettamente connesso all'apertura del bacino oceanico ligure-piemontese, nella parte più occidentale della Tetide. Dal Triassico superiore (Norico) al Giurassico medio un'intensa fase di rifting ha interessato l'attuale area delle Alpi meridionali, facente parte della microplacca Adria, di pertinenza africana, scomponendo quella che era stata un'area a sedimentazione prevalente di acque basse in facies di piattaforma carbonatica in un bacino (il Bacino Lombardo) in via di approfondimento articolato a sua volta in alti strutturali (horst) e fosse (graben), con la deposizione di sedimenti pelagici o torbiditici di profondità sempre maggiore. Lo sprofondamento del Bacino Lombardo è delimitato a est da un allineamento di faglie normali in corrispondenza della sponda orientale del Lago di Garda e delle Valli Giudicarie, che lo separava da un'area rimasta in facies di piattaforma carbonatica per tutto il Giurassico inferiore, il Plateau di Trento. La Formazione di Sogno costituisce il riempimento di un bacino secondario, la "Fossa (o Plateau) dell'Albenza", con un'estensione limitata (una decina di chilometri di estensione laterale in direzione est-ovest) situato tra il "Paleoalto dei Corni di Canzo" e il "Paleoalto di Monte Cavallo".

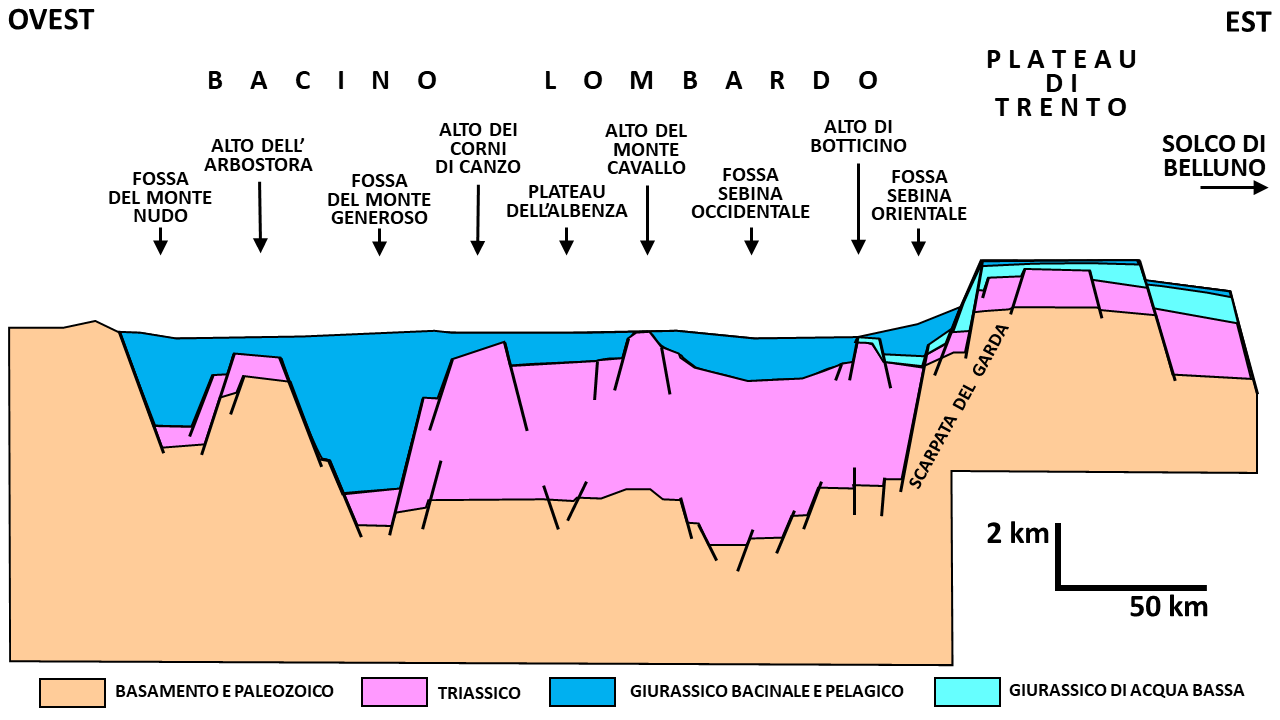
Sezione schematica est-ovest del Bacino Lombardo alla fine del Giurassico. Scale indicative.

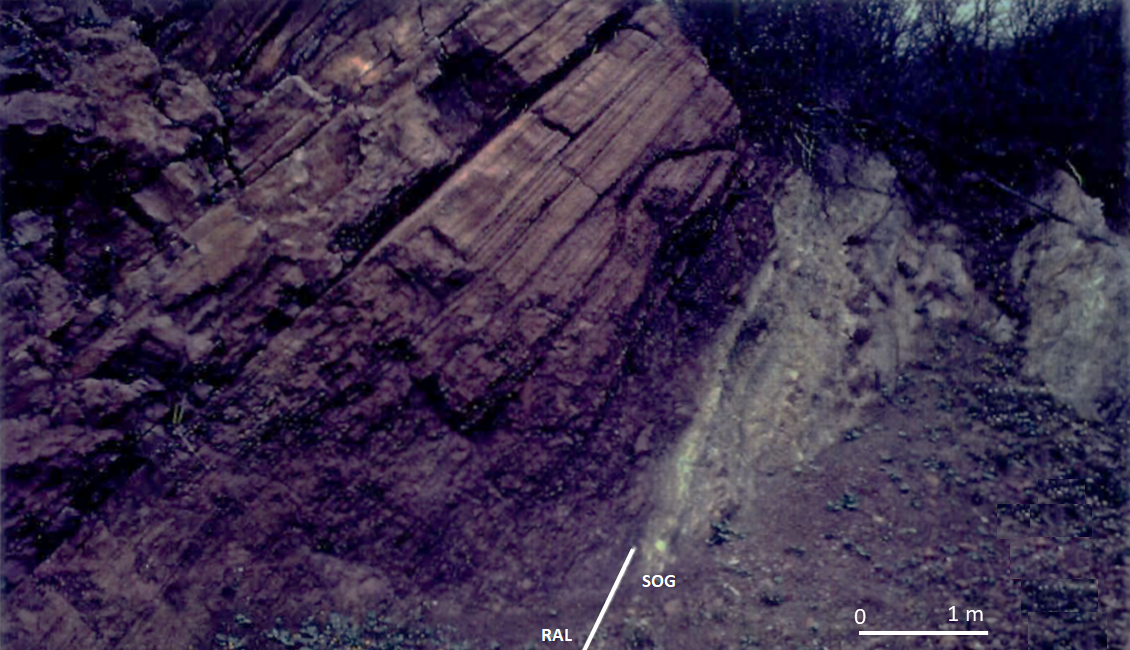
La Formazione di Sogno a ovest dell'area tipo, in corrispondenza del margine orientale dell'Alto dei Corni di Canzo (Cesana Brianza). In questo contesto l'unità è costituita per uno spessore che va da alcuni metri a circa 20 m di argilliti e marne grigio-verdine, micacee, giacenti tra la sommità del Calcare di Morbio o del Calcare di Domaro e il Rosso ammonitico Lombardo.

La formazione si caratterizza, rispetto al Rosso Ammonitico Lombardo di cui è equivalente laterale e alle formazioni sottostanti per una brusca diminuzione nel contenuto in carbonato di calcio e per un incremento di materiale terrigeno fine, soprattutto nella litozona inferiore, ove si riscontra inoltre un aumento significativo del contenuto di materiale organico, soprattutto nel "Livello a Pesci", e ad un aumento del contenuto in materiale terrigeno fine, di origine continentale. Il contesto descritto si inquadra in un evento anossico di estensione globale databile al Toarciano inferiore, denominato in letteratura T-OAE (Toarcian Oceanic Anoxic Event), interpretato come conseguenza di un evento climatico estremo, risultante da un deciso aumento del contenuto in CO2 nell'atmosfera con incremento dell'effetto serra, riscaldamento generalizzato e aumento della produttività organica. L'evento climatico in questione è probabilmente collegabile a un aumento dell'attività vulcanica con le fasi iniziali della frammentazione (breakup) del supercontinente di Gondwana. La paleoprofondità di questo contesto è largamente incerta, essendo stati proposti in letteratura, in situazioni analoghe con sedimenti anossici, valori che vanno da alcune decine o centinaia di metri ad alcune migliaia; in base a considerazioni di geologia regionale relative alla subsidenza differenziale tra le aree di bacino lombarde e degli alti strutturali a quell'epoca in condizioni di acque basse di piattaforma carbonatica (Plateau di Trento), espressa dal differente spessore dei sedimenti, la paleoprofondità è stata determinata tentativamente in 1000–1500 m sotto il livello del mare.  Il fondale si trovava probabilmente comunque prossimo alla profondità di compensazione della calcite (CCD: Calcite Compensation Depth), poiché i macrofossili calcarei, come le ammoniti, sono rari e allo stato di modelli interni, privi del guscio aragonitico, mentre vi sono aptici (composti da calcite).
Nella litozona intermedia si ha un progressivo recupero del tenore in carbonato di calcio e la comparsa di una stratificazione ciclica, di possibile origine torbiditica (torbiditi estremamente diluite). L'aumento di carbonato di calcio è correlato alla diffusione di lamellibranchi pelagici (genere Bositra GREGORIO), che costituiscono fino al 10% della roccia, e nannofossili calcarei, e indica un aumento della produttività carbonatica. Queste caratteristiche, unitamente alla variazione di colore della roccia da grigio scuro-nerastro a rossiccio indica anche caratteristiche di ossigenazione migliori. Parallelamente si ha una diminuzione del materiale terrigeno.
Nella litozona superiore si ha una nuova diminuzione significativa del carbonato di calcio, con aumento significativo del contenuto in silice di origine biogenica per l'abbondanza di radiolari, correlabile ad un marcato aumento di produttività silicea che prelude all'instaurazione di una sedimentazione radiolaritica, essendo prossimi al contatto superiore della formazione con il Gruppo del Selcifero Lombardo. Questo evento è probabilmente relazionato con l'instaurazione dal Giurassico medio di una circolazione di upwelling ricca di nutrienti nella Tetide occidentale in seguito alla migrazione verso sud delle placche tettoniche ad essa afferenti (compresa la Placca Adria, di cui fa parte il Bacino Lombardo), a latitudini equatoriali, concomitante con l'apertura del proto-Atlantico.
Per la maggior parte dell'intervallo di sedimentazione della formazione (litozone 1 e 2), il fondale si è venuto a trovare entro la fascia (lisoclino) situata tra le superfici di CCD e ACD (Aragonite Compensation Depth). L'aragonite, fase metastabile del carbonato di calcio, è il materiale che costituisce il fragmocono (parte concamerata) della conchiglia dei cefalopodi (ammoniti),  ed essendo meno stabile della calcite passa in soluzione a una profondità minore. Le conchiglie dei lamellibranchi sono invece di calcite e potevano quindi arrivare al fondale e fossilizzarsi. Verso la sommità della terza litozona, la caduta del tenore in carbonati fa ritenere che il fondale fosse prossimo alla CCD. Negli oceani attuali la CCD si trova a una profondità variabile da circa 3500–4500 m (Oceano Pacifico e Oceano Indiano) a 5000 m (Oceano Atlantico) sotto il livello del mare, mentre la ACD si trova mediamente a circa 3000 m al di sopra della CCD (quindi da 500 m a 2000 m circa sotto il livello del mare); tuttavia, le profondità delle superfici di compensazione dei carbonati nel Giurassico inferiore-medio non necessariamente coincidevano con quelle attuali, potendo avere nel tempo geologico oscillazioni fino a circa 2000 m.

## Rapporti stratigrafici e datazione
La Formazione di Sogno poggia sul Calcare di Domaro con un contatto da netto a graduale in cui calcari grigio-nocciola selciferi in strati planari decimetrici sono sostituiti da marne grigio-rossastre e calcari marnosi. Nell'area di Canzo e Cesana Brianza la formazione a letto è il Calcare di Morbio: in questo caso il passaggio è da calcari marnosi nodulari in facies di rosso ammonitico a marne e argilliti turchine.
L'unità passa superiormente nell'area tipo alle Radiolariti del Selcifero Lombardo, con un passaggio generalmente netto in corrispondenza di strati di selce laminata. Nell'area a ovest dell'Adda, (Canzo, Cesana Brianza e Alpe del Viceré) la formazione passa superiormente al Rosso Ammonitico Lombardo con un contatto netto rimarcato dalla comparsa di marne e calcari marnosi nodulari rossi.

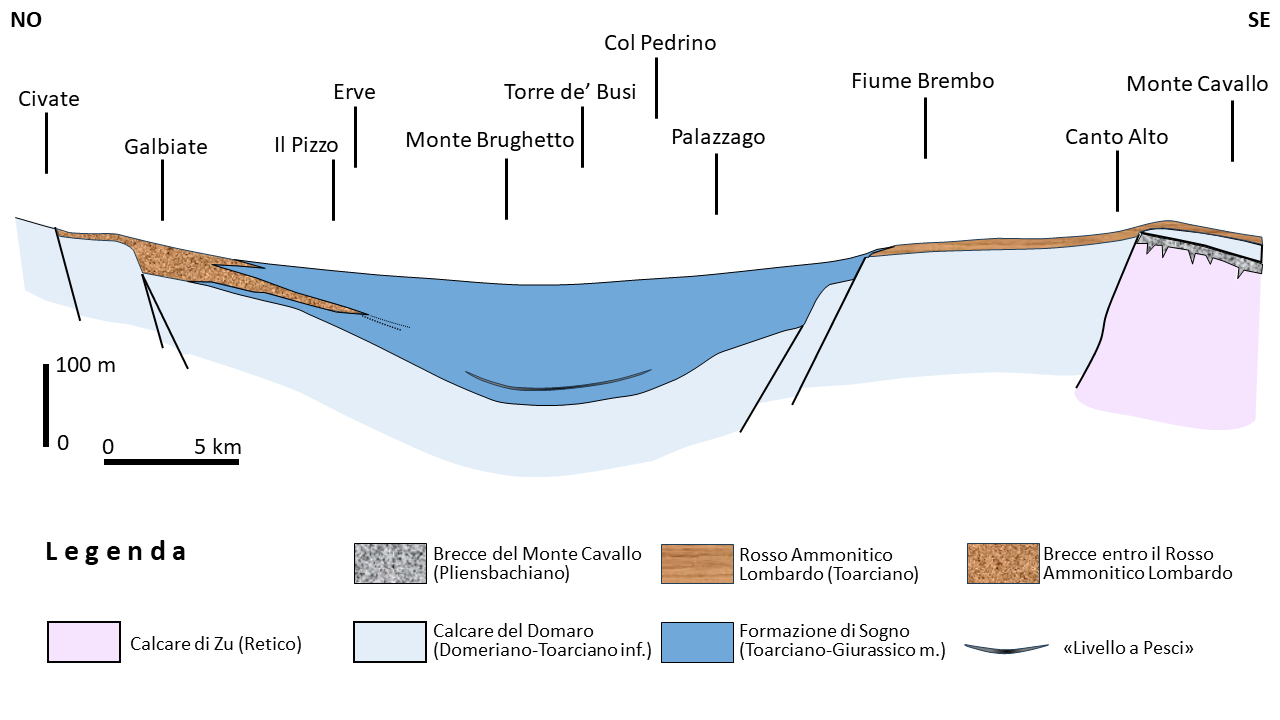
Schema stratigrafico e paleogeografico della Formazione di Sogno nella sua area tipo, tra Erve e il fiume Brembo.

L'unità è eteropica con il Rosso Ammonitico Lombardo mediante chiusura laterale in circa 2 km verso ovest, nell'area di Galbiate, per sostituzione dei litotipi caratteristici con brecce e calcari nodulari rosati. Verso est la formazione si chiude bruscamente contro il sistema di paleofaglie che delimita l'alto del Monte Cavallo.
Il contenuto paleontologico permette di datare la parte inferiore della formazione (litozona 1) al Toarciano inferiore in base alle ammoniti (zona a Tenuicostatum-Variabilis e dubitativamente al Toarciano medio la base della Litozona 2 (zona a Bifrons). La parte medio-superiore, con vincoli biostratigrafici meno affidabili dati da nannofossili e foraminiferi e considerazioni relative alla velocità di sedimentazione, sembra attribuibile al Giurassico inferiore-medio (fino al Bajociano inferiore).

### Esplicative
1. ↑  Una litozona è un'unità litostratigrafica informale basata sulle proprietà delle rocce che caratterizzano un certo intervallo stratigrafico e permettono di differenziarlo rispetto gli intervalli adiacenti, sia in orizzontale che in verticale.

### Bibliografiche
1. ↑  Gaetani e Poliani (1978), p. 350, fig. 1.
2. ↑  Gaetani e Poliani (1978).
3. ↑  Delfrati et al. (2000), pp. 178-183.
4. ↑  Michetti et al., p. 72.
5. 1 2  Delfrati et al. (2000), p. 180.
6. ↑  Gaetani e Poliani (1978), pp. 354-357, fig. 2.
7. ↑  Delfrati et al. (2000), pp. 178-179.
8. ↑  Tintori (1977).
9. ↑  Gaetani e Poliani (1978), pp. 357-358.
10. ↑  Tintori (1977), pp. 143-152, fig. 1-3.
11. ↑  Garassino e Teruzzi (2001), pp. 187-197, fig. 1-4.
12. ↑  Delfino e Dal Sasso (2006), pp. 346-354, fig. 1-4.
13. ↑  Gaetani e Poliani (1978), p. 358.
14. ↑  Gaetani e Poliani (1978), p. 362, fig. 5.
15. ↑  Erba et al. (2022), p. 453-454, fig. 1F.
16. ↑  Gaetani e Poliani (1978), pp. 361-365.
17. ↑  Erba et al. (2022), p. 452, 468, 471.
18. ↑  Erba et al. (2022), p. 457-458, 468.
19. ↑  Gaetani e Poliani (1978), p. 365.
20. ↑  Gaetani e Poliani (1978), pp. 366-367.
21. 1 2  Gaetani e Poliani (1978), pp. 367-368.
22. ↑  Muttoni et al. (2005), pp. 61-62, fig. 2.
23. ↑  Baumgartner (1987), pp. 864-865, fig. 9.
24. ↑  Woosley (2016), pp. 1-2.
25. 1 2  Delfrati et al. (2000), p. 179.
26. ↑  Delfrati et al., p. 179.
27. ↑  Michetti et al. p, p. 72-73, fig. 21.
28. ↑  Gaetani e Poliani (1978), p. 362, fig. 2, modificata.
29. ↑  Gaetani e Poliani (1978), pp. 360-361.
30. ↑  Gaetani e Poliani (1978), pp. 359-360.